# Tsintaosaurini
Gli Tsintaosaurini sono una tribù di dinosauri hadrosauridi lambeosaurini basali originari dell'Eurasia. Attualmente la tribù contiene solo Tsintaosaurus (dallo Shandong, Cina orientale) e Pararhabdodon (dalla Spagna e dalla Francia). Il Koutalisaurus, conosciuto anch'esso dalla fine del Cretaceo in Spagna e precedentemente riferito a Pararhabdodon, potrebbe essere il terzo rappresentante di questa tribù, per via della sua parentela con Pararhabdodon; tuttavia, recenti analisi suggeriscono che potrebbe effettivamente trattarsi di un sinonimo di Pararhabdodon.